# Tomoyuki Tanabe
Pour les articles homonymes, voir Tanabe.
Tomoyuki Tanabe (田邊 朋之, Tanabe Tomoyuki), né le 12 septembre 1924 à Saijō (ja), dans la préfecture de Hiroshima et mort le 26 décembre 2002 dans l'arrondissement de Nakagyō de la ville de Kyoto, est un médecin et homme politique japonais, maire de Kyoto de 1989 à 1996.

## Biographie
Tomoyuki Tanabe naît le 12 septembre de la 13e année de l'ère Taishō (1924) dans le bourg de Saijō (ja), du district de Hiba (ja), dans la préfecture de Hiroshima. En 1937, il déménage à Osaka pour étudier au Collège de Shijōnawate (四条畷中学), avant de s'inscrire à l'université préfectorale de médecine de Kyoto. Après avoir reçu son diplôme en 1948, il commence à travailler dans le département d'orthopédie de l'université. En 1957, il ouvre sa clinique médicale sur Shijō-dōri (ja) à Kyoto. En 1966, il devient conseiller et vice-président de l'Association médicale de la préfecture de Kyoto (ja), avant d'en devenir son président en 1984. Il quitte son poste de président après son élection au poste de maire de Kyoto.
Après la fin du mandat du précédent maire Masahiko Imagawa, qui a pris sa retraite peu après le conflit de la taxe de l'Ancienne capitale (ja), Tomoyuki Tanabe se présente comme candidat à la mairie aux élections municipales de 1989, appuyé par les grands partis nationaux. Il est élu de peu, avec seulement une majorité de 321 voix sur son adversaire principal, l'indépendant soutenu par le Parti communiste Manpei Kimura (ja). Il avait fait campagne pour améliorer les services de santé et regagner la confiance de la population après le fiasco de la taxe de l'Ancienne capitale. Il est réélu aux élections municipales de 1993, soutenu encore une fois par les principaux partis nationaux, face à Kichirō Inoue, le candidat soutenu par les Communistes. Durant sa campagne de réélection, il avait misé sur la conciliation du développement et de la protection du patrimoine et la promotion d'une ville attrayante pour les jeunes. Durant son second mandat, il promeut le Marathon international des citoyens, ainsi que la Conférence sur l'histoire mondiale dans le cadre des festivités des 1200 ans du déplacement de la capitale du Japon à Heian-kyō, l'actuelle Kyoto, en 794,. Il soutient aussi des réglementations municipales plus souples, permettant notamment la construction de gratte-ciels comme le Kyoto Hotel (ja) et le bâtiment de la gare de Kyoto. Cette décision a entraînant un débat tendu sur l'apparence et la préservation du paysage urbain de Kyoto. Plusieurs, comme les partisans du Parti communiste, ont accusé le maire de vouloir transformer Kyoto en une mare de gratte-ciels comme Osaka ou Tokyo,. Il œuvre aussi à la création de la ligne Tōzai du métro de Kyoto,. Utilisant son expérience de médecin, il lance aussi le plan « Kyoto - Ville en santé » (京都市健康都市構想). Il démissionne au milieu de son second mandat le 29 janvier 1996 après l'avoir annoncé le 9 janvier de la même année,,.
Il sert plus tard dans la commission de la Sécurité publique de la préfecture de Kyoto (ja). Il meurt d'une insuffisance rénale dans un hôpital de l'arrondissement de Nakagyō le 26 décembre 2002. Il avait 78 ans,,.

## Résultats électoraux
| Inscrits                 | Inscrits                 | Inscrits                         | 1 060 802 |             |  |  |
| Abstentions              | Abstentions              | Abstentions                      | 630 095   | 59,4 %      |  |  |
| Votants                  | Votants                  | Votants                          | 430 707   | 40,6 %      |  |  |
|                          |                          |                                  |           |             |  |  |
| Bulletins enregistrés    | Bulletins enregistrés    | Bulletins enregistrés            | 430 707   |             |  |  |
| Bulletins blancs ou nuls | Bulletins blancs ou nuls | Bulletins blancs ou nuls         | 3 738     | 0,87 %      |  |  |
| Suffrages exprimés       | Suffrages exprimés       | Suffrages exprimés               | 426 969   | 99,13 %     |  |  |
|                          |                          |                                  |           |             |  |  |
|                          | Candidat                 | Parti                            | Suffrages | Pourcentage |  |  |
|                          | Tomoyuki Tanabe (élu)    | Indépendant                      | 148 836   | 34,86 %     |  |  |
|                          | Manpei Kimura (ja)       | Indépendant                      | 148 515   | 34,78 %     |  |  |
|                          | Susumu Nakano            | Indépendant                      | 73 025    | 17,1 %      |  |  |
|                          | Masaji Kimori            | Indépendant                      | 50 493    | 11,83 %     |  |  |
|                          | Usan Kurata              | Indépendant                      | 1 825     | 0,43 %      |  |  |
|                          | Takashi Yura             | Parti travailliste du Japon (ja) | 1 613     | 0,38 %      |  |  |
|                          | Takayo Miura             | Uchū Nikoniko-kai                | 1 332     | 0,31 %      |  |  |
|                          | Shigeo Shigeno           | Taikōsha Seiji Renmei (ja)       | 772       | 0,18 %      |  |  |
|                          | Haruyoshi Saitō          | Indépendant                      | 558       | 0,13 %      |  |  |

| Inscrits                 | Inscrits                          | Inscrits                 | 1 085 948 |             |  |  |
| Abstentions              | Abstentions                       | Abstentions              | 634 773   | 58,45 %     |  |  |
| Votants                  | Votants                           | Votants                  | 451 175   | 41,55 %     |  |  |
|                          |                                   |                          |           |             |  |  |
| Bulletins enregistrés    | Bulletins enregistrés             | Bulletins enregistrés    | 451 175   |             |  |  |
| Bulletins blancs ou nuls | Bulletins blancs ou nuls          | Bulletins blancs ou nuls | 4 830     | 1,07 %      |  |  |
| Suffrages exprimés       | Suffrages exprimés                | Suffrages exprimés       | 446 345   | 98,93 %     |  |  |
|                          |                                   |                          |           |             |  |  |
|                          | Candidat                          | Parti                    | Suffrages | Pourcentage |  |  |
|                          | Tomoyuki Tanabe (sortant) (réélu) | Indépendant              | 246 452   | 55,22 %     |  |  |
|                          | Kichirō Inoue                     | Indépendant              | 199 893   | 44,78 %     |  |  |

## Distinctions
- 5e rang supérieur de la Cour du Japon (ja), à titre posthume[9]
- Ordre du Soleil levant, 3e classe[2],[14]